# Томислав Шојат
Томислав Шојат (Загреб, 6. новембар 1963) хрватски је музичар који је у својој каријери снимио петнаестак студијских албума и суделовао на многим албумима као гост музичар.

## Биографија
Томислав Шојат рођен је 6. новембра 1963. године у Загребу, где је са 14. година почео своју музичку каријеру. Ожењен је и има сина Марка. Први музички ангажмани били су му са групом Прва Љубав, с којом је свирао до њиховог распада 1984. године. Прва љубав гласи за најмлађи поп састав у Европи и Шојат је с њима снимио пет синглова и четири студијска албума, који су добили златни сертификат. Након доласка из ЈНА где је служио војни рок, придружио се групи Регата, с којом је снимио један албум. Група се разилази 1987. године и Шојат је након тога прешао у групу Аеродром, где је као гост наступао с њима на турнејама по бившем Совјетском Савезу. С Аеродромом је остао до њиховог распада 1987, а 1990. је снимао и свирао са Sevdah Shuttle бендом, новом групом Бранимира Штулића. Године 1992. је са Јурицом Пађеном основао групу Пађен бенд с којим је снимио три студијска албума. За европско тржиште објавили су компилацијски албум Пађен бенд ретро 16 с најбољим хитовима изданим до тада. Неколико песама је препевано на енглески језик с албума Timeless који је издат искључиво за европско тржиште.
Група Аеродром поново се окупила 2001. године и Шојат је постао њихов менаџер. Са старом поставом су 2001. године снимили албум На трави и 2007. године албум Rock @ Roll. У дугогодишњој каријери која траје од 1978. године, Шојат је снимио петнаестак студијских албума и суделовао на многим материјалима као гост музичар.